# Leptura hovorei
Leptura hovorei là một loài bọ cánh cứng trong họ Cerambycidae.